# استاد الجيش التايلاندي الرياضي
استاد الجيش التايلاندي الرياضي (بالإنجليزية: Thai Army Sports Stadium)‏ هو ملعب كرة قدم متعدد الأغراض يقع في بانكوك، تايلاند، يتسع لـ 20,000 متفرج.